# Josselin Gruvel
 (novembre 2024).
Si vous disposez d'ouvrages ou d'articles de référence ou si vous connaissez des sites web de qualité traitant du thème abordé ici, merci de compléter l'article en donnant les références utiles à sa vérifiabilité et en les liant à la section « Notes et références ».
Géraud, Marie, Laurent, Josselin Gruvel dit Josselin Gruvel, né le 7 août 1834 à Labastide-Beauvoir (Haute-Garonne) et mort le 17 septembre 1898 à Bagnères-de-Luchon (Haute-Garonne), est un poète de rue toulousain.

## Biographie
Il est né près de Toulouse, dans la commune de Labastide-Beauvoir le 7 août 1834. Son père est né à Ollioules dans le Var vers 1803. Sa mère, Paule Pelous, est née à Lagarde dans la Haute-Garonne. 
Il exerce divers métiers à Toulouse. Il devient poète à plus de 50 ans. Il écrit dans tous les genres : monologues, poésies, contes, chansons, fables, bien sûr toujours en occitan. Il s'inspire des scènes de la vie quotidienne. Il est publié dans plusieurs revues de l'époque, en particulier Lé gril (le grillon) dirigé par Gabriel Visner.
Il devient rapidement une personnalité très connue à Toulouse et une véritable attraction car il clame ses œuvres dans les rues de la ville. Il n'a pas d'imprimerie attitrée mais est édité par des maisons toulousaines connues. Ses premiers textes datent de 1888 mais certains sont édités à plusieurs reprises dans les années 1911-1912.
Il semble avoir vécu un certain temps à Béziers, mais il finit sa vie le 17 septembre 1898 à l'hospice Ramel, rue Alexandre-Dumas à Bagnères-de-Luchon (Haute-Garonne).
Il faisait partie des premiers « chansonniers » toulousains, c'est pourquoi il avait été surnommé le poèta populari de Tolosa (le poète populaire de Toulouse).

## Œuvres
- Las filhos de Toulouse (les filles de Toulouse)
- Un arabi punit (un arabe puni)
- Le telefono del Piéril (le téléphone de Pierrot)
- Cant des cassayres (chanson des chasseurs)
- Jousepou de Purpan (Joseph de Purpan)
- Le loup e le gous (le loup et le chien)
- Toutes ses œuvres Notice SUDOC